# Nipponaetes inelegans
Nipponaetes inelegans är en stekelart som först beskrevs av André Seyrig 1952.  Nipponaetes inelegans ingår i släktet Nipponaetes och familjen brokparasitsteklar. Inga underarter finns listade i Catalogue of Life.